# Guaranteed Rainproof
Guaranteed Rainproof è un cortometraggio muto del 1914. Il nome del regista non viene riportato nei credit del film.

## Produzione
Il film fu prodotto dalla Lubin Manufacturing Company.

## Distribuzione
Distribuito dalla General Film Company, il film - un cortometraggio della lunghezza di 120 metri - uscì nelle sale cinematografiche USA il 18 aprile 1914. Nelle proiezioni, veniva programmato con il sistema dello split reel, accorpato in un'unica bobina con un altro cortometraggio prodotto dalla Lubin, il cartoon A Strenuous Ride.